# Struktura BP
Struktura BP, Dżabal Dalma – krater uderzeniowy położony we wschodniej Libii.
Wiek krateru został oceniony na mniej niż 120 milionów lat, czyli powstał on nie dawniej niż w kredzie. Został utworzony przez uderzenie małej planetoidy w skały osadowe. Krater jest widoczny na powierzchni; został odkryty przez ekspedycję koncernu BP, poszukującą złóż ropy.